# Pain in My Heart
| Recensione              | Giudizio      |
| ----------------------- | ------------- |
| AllMusic                | [ 1 ]         |
| Sputnikmusic            | 5.0 (Classic) |
| Dizionario del Pop-Rock | [ 3 ]         |
| 24.000 dischi           | [ 4 ]         |

Pain in My Heart è il primo album di Otis Redding, pubblicato dalla Atco Records nel febbraio del 1964.
Il disco contiene alcuni classici di Otis Redding come These Arms of Mine (#20 nella classifica di R&B U.S.A. del 1962), Security (#97 nella classifica Pop U.S.A. del 1964), Pain in my Heart (#61 nella classifica Pop U.S.A. del 1963) e That's What My Heart Needs (#27 nella classifica di R&B U.S.A. del 1963), mentre l'album si piazzó al numero 103 negli U.S.A. ed al numero 28 in U.K..

## Tracce
Lato A
1. Pain in My Heart – 2:22 (Naomi Neville) – Registrato il 26 settembre del 1963 a Memphis (TN)
2. The Dog – 2:30 (Rufus Thomas) – Registrato il 16 gennaio del 1964 a Memphis (TN)
3. Stand by Me – 2:45 (Ben E. King, Elmo Glick) – Registrato il 16 gennaio del 1964 a Memphis (TN)
4. Hey Hey Baby – 2:15 (Otis Redding) – Registrato nell'ottobre del 1962 a Memphis (TN)
5. You Send Me – 3:10 (Sam Cooke) – Registrato il 16 gennaio del 1964 a Memphis (TN)
6. I Need Your Lovin' – 2:45 (Bobby "Smokey" Robinson, James McDougal, Don Gardner, Clarence Lewis) – Registrato il 16 gennaio del 1964 a Memphis (TN)

Lato B
1. These Arms of Mine – 2:30 (Otis Redding) – Registrato nell'ottobre del 1962 a Memphis (TN)
2. Louie Louie – 2:05 (Chuck Berry) – Registrato il 16 gennaio del 1964 a Memphis (TN)
3. Something Is Worrying Me – 2:25 (Phil Walden, Otis Redding) – Registrato il 26 settembre del 1963 a Memphis (TN)
4. Security – 2:30 (Otis Redding) – Registrato il 16 gennaio del 1964 a Memphis (TN)
5. That's What My Heart Needs – 2:35 (Otis Redding) – Registrato il 24 giugno del 1963 a Memphis (TN)
6. Lucille – 2:25 (Richard Penniman, Albert Collins) – Registrato il 16 gennaio del 1964 a Memphis (TN)

- Brano Stand by Me, generalmente attribuito a: Ben E. King, Jerry Leiber e Mike Stoller

## Formazione
Pain in My Heart, Something Is Worrying Me
- Otis Redding - voce
- Booker T. Jones - tastiera, pianoforte, organo
- Steve Cropper - chitarra
- Lewis Steinberg - basso
- Al Jackson Jr. - batteria
- Wayne Jackson - tromba (in sovraincisione brano: Something Is Worrying Me)
- Charles Axton - sassofono tenore
- Ed Logan - sassofono tenore (in sovraincisione brano: Something Is Worrying Me)
- Andrew Love - sassofono tenore (in sovraincisione brano: Something Is Worrying Me)
- Floyd Newman - sassofono baritono
- Jimmy Mitchell - sassofono baritono (in sovraincisione brano: Something Is Worrying Me)

The Dog, Stand by Me, You Send Me, I Need Your Lovin', Louie Louie, Security, Lucille
- Otis Redding - voce
- Bookert T. Jones - tastiera, pianoforte, organo
- Steve Cropper - chitarra
- Lewis Steinberg - basso
- Donald Dunn - basso
- Al Jackson Jr. - batteria
- Wayne Jackson - tromba
- Charles Packy Axton - sassofono tenore
- Floyd Newman - sassofono baritono

Hey Hey Baby, These Arms of Mine
- Otis Redding - voce
- Booker T. Jones - tastiera, pianoforte, organo
- Johnny Jenkins - chitarra
- Steve Cropper - chitarra, pianoforte
- Lewis Steinberg - basso
- Donald Dunn - basso (in sovraincisione nel brano: Hey Hey Baby)
- Al Jackson Jr. - batteria (in sovraincisione nel brano: Hey Hey Baby)

That's What My Heart Needs
- Otis Redding - voce
- Booker T. Jones - tastiera, pianoforte, organo
- Steve Cropper - chitarra
- Lewis Steinberg - basso
- Al Jackson Jr. - batteria
- Wayne Jackson - tromba
- Charles Packy Axton - sassofono tenore
- Floyd Newman - sassofono baritono

Note aggiuntive
- Jim Stewart - supervisore e produttore
- Laurence Fink - fotografia copertina frontale album
- Loring Eutemey - design copertina album
- Bob Altshuler - note di retrocopertina album